# Pheidole subaberrans
Pheidole subaberrans (лат.) — вид муравьёв рода Pheidole из подсемейства Myrmicinae (Formicidae). Южная Америка: Аргентина. Мелкие с узким телом муравьи (2-3 мм) красновато-жёлтого цвета (встречаются мелкие рабочие и характерные для рода большеголовые солдаты), жвалы и лобные валики контрастирующего чёрно-бурого цвета. Голова солдат с глубокой затылочной выемкой, а их промезонотум выпуклый. Усики рабочих 12-члениковые с 3-члениковой булавой. Скапус усиков солдат очень короткий (длина 0,60 мм), в несколько раз короче головы. Ширина головы крупных солдат — 1,44 мм (длина головы — 1,76 мм). Ширина головы мелких рабочих 0,64 мм, длина головы 0,68 мм, длина скапуса — 0,54 мм. Промезонотум с сильно выступающими вбок плечевыми буграми. Стебелёк между грудкой и брюшком состоит из двух члеников: петиолюса и постпетиолюса (последний четко отделен от брюшка). Pheidole aberrans относится к видовой группе Pheidole aberrans Group (Pheidole minensis, Pheidole obscurifrons, Pheidole lilloi, Pheidole taurus, Pheidole weiseri) и частично разделяет признаки группы Pheidole tristis Group. Вид был впервые описан в 1952 году аргентинско-русским мирмекологом Николаем Кузнецовым под первоначальным названием Elasmopheidole subaberrans Kusnezov, 1952.